# Rázdiel
Rázdiel je geomorfologický podcelek pohoří Tribeč. Zabírá jeho severovýchodní třetinu a nejvyšším vrcholem je Sokolec (799 m n. m.).

## Vymezení
Podcelek zabírá celou severovýchodní část pohoří. Na západě s ním sousedí Nitrianska pahorkatina, o něco severněji Nitrianská niva (oba podcelky Podunajské pahorkatiny), na severu leží rovinatá Oslianská kotlina, nejjižnější část Hornonitrianské kotliny. Východním směrem s ním sousedí pohoří Vtáčnik s podcelky Vysoký a Nízky Vtáčnik a Župkovská brázda, jižněji navazuje Pohronský Inovec s podcelky Vojšín a Lehotská planina. Na jihozápadě se vlní Podunajská pahorkatina, konkrétně Žitavská pahorkatina, a poté pokračuje Tribeč podcelkem Velký Tribeč.

## Členění
Podcelek má čtyři geomorfologické části:
- Skýcovská vrchovina
- Kolačnianska vrchovina
- Kolačnianska brázda
- Veľkopoľská vrchovina

## Vybrané vrcholy
- Sokolec (799 m n. m.) – nejvyšší vrchol podcelku
- Veľká Ostrá (745 m n. m.)
- Hrubý vrch (735 m n. m.)
- Dobrotín (560 m n. m.)
- Michalov vrch (541 m n. m.)

## Ochrana přírody
Část území patřrí do Chránené krajinné oblasti Ponitrie, z maloplošných území tu leží národní přírodní rezervace Včelár, přírodní rezervace Dobrotínske skaly a Sokolec, národní přírodní památka Andezitové kamenné moře.